# Khâmaât
Khâmaât est une princesse égyptienne, fille du pharaon Chepseskaf (IVe dynastie).